# William Henry Conley
William Henry Conley (11 de junio de 1840 - 25 de julio de 1897) fue un filantropista e industrial estadounidense.  Proveyó apoyo organizacional y financiero a instituciones religiosas de los Estados Unidos. 
Conley fue copropietario de la empresa Riter Conley, que proporcionó el acero y los productos manufacturados durante la segunda revolución industrial y miembro de la junta del Tercer Banco Nacional de Pittsburgh.

## Biografía
Conley fue el primer presidente de la Zion's Watch Tower Tract Society desde 1881 hasta 1884. En diciembre de 1884, la sociedad fue incorporada con Charles Taze Russell como presidente.
En 1894, Russell, al presentar una carta de Conley, lo mencionó brevemente como un miembro de la antigua clase de biblia de Allegheny.

## Muerte
Contrajo la gripe a principios de 1897. Su salud fue relativamente estable hasta junio, cuando sufrió una recaída, después de lo cual rara vez salía de su casa. Quedó postrado en cama, en la última semana de su vida; en la tarde del 25 de julio de 1897, su salud declinó rápidamente y murió aproximadamente a las 20:30. Un servicio funeral se llevó a cabo en su casa en Pittsburgh.
Su esposa Sarah, después de una larga enfermedad, murió el 1 de octubre de 1908. En honor a la memoria de su marido, la Sra. Conley dejó gran parte de su patrimonio, que se estima cerca de 500.000 dólares (aproximadamente 12.180.000 dólares de hoy) a la Iglesia de Wylie Av. y al Instituto Bíblico de Pittsburgh.
| Predecesor: Ninguno | Presidente de la Watch Tower Bible and Tract Society of Pennsylvania 16 de febrero de 1881 - 15 de diciembre de 1884 | Sucesor: Charles Taze Russell |